# Лисовский, Николай Кузьмич
Николай Кузьмич Лисовский (20 ноября [3 декабря] 1914, Верхне-Авзяно-Петровский завод, Оренбургская губерния — 25 мая 1987, Челябинск) — советский учёный-историк, доктор исторических наук (1966), профессор (1967); Заслуженный деятель науки РСФСР (1974).
Автор более 70 научных работ на эти темы, а также 10 монографий, посвященных истории рабочего и революционного движения в России.

## Биография
Родился 20 ноября (3 декабря) 1914 года в селе Верхний Авзян Верхнеуральского уезда Оренбургской губернии.
Окончил Верхнеуральский сельскохозяйственный техникум, после чего работал участковым агрономом на Червишевской МТС Тюменского округа Уральской области. С сентября 1937 года — учитель истории, затем был директором Нижне-Увельской средней школы и Троицкого педагогического училища. В 1941 году Лисовский окончил заочное отделение исторического факультета Челябинского государственного педагогического института (ЧГПИ, ныне Южно-Уральский государственный гуманитарно-педагогический университет).
Член ВКП(б)/КПСС с 1941 года. В 1943—1949 годах Николай Кузьмич работал в аппарате обкома ВКП(б). В 1949—1953 годах был заместителем директора учительского института, в 1953—1954 годах исполнял обязанности проректора по учебной и научной работе; с 1954 года — доцент кафедры истории КПСС, с апреля 1964 года — заведующий кафедрой в ЧГПИ. Создал в вузе свою научную школу, в 1960-х годах организовал в нём аспирантуру. Руководил научно-методической комиссией при совете ректоров вузов Челябинска, возглавлял Уральскую секцию Института истории СССР по проблеме «Октябрьская революция и Гражданская война». Защитил кандидатскую диссертацию «Борьба большевиков Южного Урала за упрочение Советской власти» (1953 год) и докторскую — «Большевики Урала в борьбе за победу Октябрьской социалистической революции» (1966 год).
Умер 25 мая 1987 года в Челябинске.

## Заслуги
- Был награждён орденами «Знак Почета», Трудового Красного Знамени и Октябрьской Революции, а также медалями и знаком Министерства высшего и среднего специального образования РСФСР «За отличные успехи в работе» (1973).
- Имя Лисовского вписано в городскую Книгу Трудовой доблести (1970).
- На историческом факультете ЧГПИ учреждена стипендия его имени.[2]

## Перечень основных трудов
- Борьба большевиков Южного Урала за упрочение Советской власти (октябрь 1917 г. - май 1918 г.) : диссертация ... кандидата исторических наук : 07.00.00. - Москва, 1953. - 338 с.

- Молодые бойцы революции: Комсомол Урала в борьбе за власть Советов. - Челябинск : Кн. изд-во, 1958. - 68 с.

- П. В. Точисский - один из организаторов первых марксистских кружков в России. - Москва : Госполитиздат, 1963. - 64 с.

- Разгром дутовщины. (1917-1919). - Москва : Воениздат, 1964. - 148 с.

- Большевики Урала в борьбе за победу Октябрьской социалистической революции : диссертация ... доктора исторических наук : 07.00.00. - Челябинск, 1965. - 679 с.

- 1917 год на Урале. - Челябинск : Юж.-Урал. кн. изд-во, 1967. - 579 с.